# Bronisław Kania
Bronisław Kania (ur. 4 lipca 1902 w Starych Siołkowicach, zm. 1978) – polski działacz narodowy, powstaniec śląski, nauczyciel. Budowniczy Polski Ludowej.

## Życiorys
Był synem działacza narodowego i poety ludowego Jakuba oraz Pauliny z Tomów, miał czworo rodzeństwa – trzech młodszych braci i siostrę. Działał w towarzystwie Sokół oraz w amatorskich zespołach teatralnych. Był też członkiem POW w Siołkowicach od początku. Uczestnik I powstania śląskiego w okolicach Siołkowic. W II powstaniu śląskim walczył w powiecie opolskim pod dowództwem Szymona Koszyka, w III powstaniu ponownie w okolicach rodzinnych Siołkowic.
Ukończył studia w Wyższej Szkole Gospodarstwa Wiejskiego w Cieszynie. W latach 30. XX wieku pracował jako nauczyciel w Szkole Rolniczej w Środzie Wielkopolskiej, gdzie otaczał opieką kształcącą się młodzież ze Śląska Opolskiego.
W czasie II wojny światowej poszukiwany przez Gestapo, ukrywał się we Wrocławiu; był dwukrotnie zatrzymany. Od 1944 służył w Wojsku Polskim. Brał udział w zdobyciu Warszawy. Pod Kamieniem Pomorskim walczył w obronie wybrzeża w 1945 roku. Na ziemię opolską oraz do Siołkowic powrócił w 1945. Zorganizował i przez szesnaście lat pełnił funkcję dyrektora Technikum Rolniczego w Izbicku. Działał w lokalnych strukturach organizacji politycznych i organizacji weteranów (Polski Związek Zachodni, Związek Bojowników o Wolność i Demokrację, Zjednoczone Stronnictwo Ludowe). W 1968 został uhonorowany Śląską Nagrodą im. Juliusza Ligonia.

## Odznaczenia
- Order Budowniczych Polski Ludowej (1974)[2]
- Krzyż Kawalerski Orderu Odrodzenia Polski
- Order Sztandaru Pracy II klasy
- Srebrny Krzyż Zasługi (1956)[3]
- Śląski Krzyż Powstańczy
- Medal za Odrę, Nysę, Bałtyk